# Cedella Marley
Cedella Marley (* 23. srpna 1967, Kingston, Jamajka) je jamajská zpěvačka, tanečnice, módní návrhářka a herečka. Je prvorozenou dcerou zpěváka Boba Marleyho a jeho manželky Rity.

## Kariéra

### 1980-1999 Začátky s The Melody Makers (skupina Ziggyho Marleyho)
Tvořila na přání svého otce Boba Marleyho, po jeho smrti v roce 1981 si ona a The Melody Makers začali tvořit hudbu po svém. Jejich vize byla podobná jako otcovo přání a to spojovat lidi pomocí hudby reggae. Kapela se skládá ze čtyř dětí Boba Marleyho - zpěvák, kytarista a frontman Ziggy, zpěvák a bubeník Stephen a Cedella a zpěvačka Sharon.
Skupina vydala přes 10 alb, z toho 3 vyhrály cenu Grammy - Conscious Party, One Bright Day a Fallen is Babylon. Jejich největší hity byly Tumblin' Down, k jejich oblíbeným hitům, které se umístili v hitparádách patří Tomorrow People, Everyone Wants To Be, Look Who's Dancin' a Power To Move Ya.
Koncem 80. let a začátkem 90. let se Cedella objevila v několika filmech.

### 2002 - současnost: Rozpad skupiny The Melody Makers a nedávná tvorba
V roce 2002 se skupina oficiálně rozpadla. Cedella zpívá sólově a nahrává své písně ve studiu svého otce, Tuff Gong International. Pracuje v rodinné charitativní organizaci 1Love. V červnu 2010 vydala píseň Can You Feel The Love Tonight, která je na albu Disney Reggae Club.

## Osobní život
Je provdaná za Davida Minto, se kterým má 3 děti. Žije v Miami na Floridě v USA.

## Knihy
- 2002: 56 Thoughts from 56 Hope Road: The Sayings & Psalms of Bob Marley
- 2006: Three Little Birds
- 2008: The Boy from Nine Miles: The Early Life of Bob Marley (Young Spirit Books)
- 2011: One Love
- 2012: Every Little Thing: Based on the song 'Three Little Birds' by Bob Marley